# Another Day (sång av Paul McCartney)
Another Day är A-sidan på Paul McCartneys första singel som soloartist våren 1971. Hans första LP McCartney hade dock redan släppts ett år tidigare. Baksidan på singeln heter "Oh Woman Oh Why". Skivan släpptes på Beatles eget skivbolag Apple. Singeln gavs enbart ut i mono trots att stereo vid denna tid börjat bli vanligt även på 45-varvsskivor.
Another Day uppgavs vara komponerad av Mr. & Mrs. McCartney, dvs. av Paul och Linda McCartney gemensamt. Förlaget Northern Songs hävdade att detta enbart var en manöver för att lura dem på pengar och att Paul McCartney i själva verket skrivit låten själv. Paul McCartney uppmanades därför bevisa att han inte skrivit låten ensam. Juridiskt sett lär en situation av detta slag vara närmast unik.
Sedan Beatlestiden hade Northern Songs haft rättigheterna till nästan alla kompositioner av John Lennon och Paul McCartney. Förlaget hade dock 1969 sålts till TV-bolaget ATV. 
På LP:n Imagine 1971 går John Lennon till angrepp på sin gamle kamrat i låten "How Do You Sleep?". Bl.a. sjunger han: "The only thing you've done was yesterday, and since you're gone you're just another day".

## Listplaceringar
| Lista (1971)   | Position              |
| -------------- | --------------------- |
| Australien     | 1 (Go Set)            |
| Finland        | 16                    |
| Flandern       | 10                    |
| Irland         | 1                     |
| Kanada         | 4 (RPM)               |
| Nederländerna  | 3                     |
| Norge          | 6 (VG-lista)          |
| Nya Zeeland    | 5 (NZ Listner)        |
| Schweiz        | 7                     |
| Spanien        | 1                     |
| Storbritannien | 2                     |
| Sverige        | 7 (Kvällstoppen)      |
| Sverige        | 4 (Tio i topp)        |
| USA            | 5 (Billboard Hot 100) |
| Vallonien      | 16                    |
| Västtyskland   | 6                     |
| Österrike      | 10                    |